# ジェイムズ・H・エリス
ジェイムズ・ヘンリー・エリス(英語:James Henry Ellis,1924年9月25日–1997年11月25日) はイギリス生まれの技術者、暗号研究者である。 オーストラリアで生誕し、イギリスで育てられ、1952年にGCHQに加わった。エリスは数多くの暗号に関連する仕事に携わったが、その中でも最も著名なものは公開鍵暗号方式の発展の端緒となったアイデアである。

## 来歴
エリスはオーストラリアで誕生したが、イギリスで育てられ、幼い頃に孤児になったために イーストエンド・オブ・ロンドンにて祖父に育てられた。 エリスはレートンのグラマースクールでの学生時代において既に物理学と数学における優れた才能を示していた。彼はインペリアル・カレッジ・ロンドンに在学した。1949年、エリスは芸術家、デザイナーであったブレンダと結婚した。

## 非秘密鍵方式の発達への貢献
エリスが最初に「非秘密鍵(公開鍵)」方式の概念を提示したのは、以前は非公開であったGCHQの報告書である「安全な非秘密のデジタル暗号化の可能性」においてである。 エリスは、この発想が初めに浮かんだのは第二次世界大戦時下にベル研究所が行った、無線通信に受信者がノイズを加え、受け取った後にそれを取り除くと言う手段で通信音声を保護するという「プロジェクトC43」という考案に関する論文を読んでいた時だと語っている。
GCHQの同僚の暗号研究者であったクリフォード・コックス(英語版)とマルコム・ウィリアムソン(英語版)は、エリスの研究成果をより拡張した。こうした功績の全ては、それらが1997年まで機密指定されていたために広く知られておらず、デフィー・ヘルマン鍵共有 やRSA暗号のような、現代社会におけるネットワーク・セキュリティを担っている営利的な公開鍵暗号方式の利用の発展に貢献した技術のひとつとしては広く認められていない。
1997年11月18日、クリフォード・コックスは公開鍵暗号方式の発見におけるGCHQの貢献の歴史に関する情報を含む公報を公開した。 2016年4月、当時のGCHQ長官であったロバート・ハニンガン(英語版)がマサチューセッツ工科大学において公開鍵暗号方式にGCHQ、特にエリス、コックス、ウィリアムソンが行った貢献について再強調する内容のスピーチを行った。